# Rhinolophus hildebrandtii
Rhinolophus hildebrandtii es una especie de murciélago de la familia Rhinolophidae.

## Distribución geográfica
Se encuentra en África.

## Hábitat
Su hábitat natural son: sabanas áridas cuevas, y los lugares subterráneos.